# Марсов, Германн
Германн Марсов, также Hermannus Marssau (1485, Рига — 1555, Тарту ?) — лютеранский богослов и реформатор в Ливонии. Герман Марсов был одним из первых учеников Мартина Лютера и инициаторов Реформации в Ливонии.

## Жизнеописание
В 1505 году он поступил в университет Грайфсвальда. В июле 1523 года в реестре Виттенбергского университета он записан как "Hermannus Marssau de Riga vratislaurien". В то же время он был зачислен в сан священника Бреслауской (ныне Вроцлав) епархии в Виттенберге. По рекомендации Мартина Лютера, преподававшего в Виттенбергском университете, он вернулся в Ливонию, где служил протестантским проповедником в городском совете Тарту. Однако, судя по квитанции Ревельского сейма, в июле 1524 года его пришлось поспешно уволить по настоянию епископа Иоаганна VII Бланкенфельде. После увольнения Германн Марсов был переведён в Таллин.
Будучи проповедником, он вступил в конфликт с Иоганном Осенбрюгге и другими бывшими религиозными деятелями, которые также называли себя протестантами. Хотя Марсов получил рекомендацию Лютера, но из-за его вызывающего поведения, он был исключён из городского совета. Тем временем Лютер объявил себя противником Осенбрюгге, который затем отправился в Мюнстер. Вместо него в Таллин был приглашен Николаус Глоссен. Однако теперь, 1 июня 1529 года, Марсов смог вернуться в Тарту, где он первым распознал фанатичную природу Мельхиора Хофмана и после ожесточённых споров вынудил его уйти. 
30 апреля 1550 года он вернулся в Таллин, где стал служить священником в церкви Св. Екатерины. Ушёл с этой должности 26 октября 1554 года из-за разногласий с коллегами.
Умер в 1555 году в местном монастыре.